# 乙逸
乙 逸（おつ いつ、生没年不詳）は、五胡十六国時代の前燕の人物。平原郡の出身。子は乙璋。

## 生涯
鮮卑慕容部の大人慕容皝に仕え、東夷護軍に任じられていた。
333年10月、遼東城で前の大司農孫機らが反乱を起こした征虜将軍慕容仁に応じたため、東夷校尉封抽・遼東相韓矯とともに城から逃走した。
玄菟郡太守に任じられた。
352年11月、燕王慕容儁は龍城に留台を置くと乙逸を尚書に任じて、政務を委ねた。
幽州刺史に任じられた。
357年1月、左光禄大夫に任じられた。
これ以後の事績は、史書に記されていない。

## 人物・逸話
移動の際、乙逸夫婦は鹿車に乗っていたが、随行していた子の乙璋は数十騎を従え、豪奢な服装をして、路傍で人々に出迎えをさせていた。乙逸は大怒して、車内を閉じて一言も話さなかった。城に至り、乙逸は乙璋を責めたが、乙璋は改めようとしなかった。乙逸は「私は幼い頃から学を修め、自らの欲に打ち勝ち、道理を守ったからこそ、僅かな才でも罪を免れた。乙璋は質素倹約ができず、豪奢なことを好んでいる。どうして乙璋が幸せになれるだろう、今の時代は次第に衰え廃れるだろう」と嘆いた。乙璋は中書令、御史中丞を歴任したという。